# سايوكي
سايوكي (بالإنجليزية: Saiyuki)‏ هي سلسلة مانغا يابانية نشرت في الفترة بين 1997 و2002 وتم تحويلها لعدة مسلسلات أنمي وألعاب فيديو.المانغا مأخوذة من الرواية الصينية رحلة إلى الغرب.